# Wiek zgody
Wiek zgody, wiek przyzwolenia – ustalony prawnie minimalny wiek, od którego dana osoba jest uznana za zdolną do wyrażenia ważnej prawnie zgody na czynności seksualne z inną osobą. W związku z tym osoba dorosła, która angażuje się w czynności seksualne z osobą młodszą niż wiek przyzwolenia, nie może utrzymywać, że taka czynność seksualna miała miejsce za obopólną zgodą. Czynność seksualna tego rodzaju może być uznana za wykorzystywanie seksualne dzieci czy też tzw. zgwałcenie ustawowe. Osobę poniżej minimalnego wieku uznaje się za ofiarę, a jej partnera seksualnego za winnego, chyba że oboje są małoletni. Ustanowienie wieku przyzwolenia ma na celu ochronę osoby małoletniej przed zagrożeniami o charakterze seksualnym.
Określenie to jako takie rzadko pojawia się w samych aktach prawnych. Z reguły przepisy ustanawiają raczej wiek, poniżej którego udział w czynnościach seksualnych z tą osobą jest nielegalny. Niekiedy jest on używany także w innych znaczeniach, na przykład jako wiek, w którym osoba staje się kompetentna do wyrażenia zgody na zawarcie małżeństwa, jednak powyższe znaczenie jest tym bardziej powszechnym. Nie należy go mylić z innymi przepisami dotyczącymi minimalnego wieku, w tym wieku pełnoletności, wieku odpowiedzialności karnej, wieku uprawniającego do głosowania, wieku pozwalającego na picie alkoholu i wieku uprawniającego do kierowania pojazdami.

## Wiek zgody według państw

dojrzałość płciowa
     12
     13
     14
     15
     16
     17
     18
     19
     20
     21
     tylko w małżeństwie
     różnice między regionami administracyjnymi
     brak prawodawstwa
     brak danych

## Kwestie prawne
Stosunki seksualne z osobą poniżej wieku przyzwolenia są w większości krajów przestępstwem; wyjątek stanowią Jemen i Arabia Saudyjska. W różnych systemach prawnych używa się różnych określeń w odniesieniu do tego przestępstwa, w tym: wykorzystywanie seksualne dzieci, gwałt ustawowy (ang. statutory rape), ang. illegal carnal knowledge, deprawacja nieletnich (ang. corruption of a minor), a także inne.
Minimalny wiek pozwalający na podejmowanie aktywności seksualnej różni się w zależności od systemu prawnego. W większości systemów prawnych obowiązuje określony wiek przyzwolenia.

### Historia zmian wieku zgody na przestrzeni dziejów
Na przestrzeni dziejów wiek zgody ulegał zmianom, np. w średniowieczu na ogół wiek zgody oscylował wokół 12-14 lat. Natomiast w Stanach Zjednoczonych jeszcze w 1880 roku w większości stanów minimalny wiek wynosił 10 lat, a w stanie Delaware – 7 lat. W XX wieku został on podniesiony wskutek protestów feministek.

### Wyjątki

#### Małżeństwo
W niektórych systemach prawnych przepisy dotyczące wieku przyzwolenia nie mają zastosowania, jeżeli strony pozostają w prawomocnym związku małżeńskim.

#### Wyjątek związany ze zbliżonym wiekiem
W niektórych systemach prawnych istnieją przepisy wyraźnie zezwalające na czynności seksualne z nieletnimi poniżej wieku przyzwolenia, jeżeli ich partner jest w zbliżonym wieku do nich. Na przykład w Kanadzie wiek przyzwolenia wynosi 16 lat, ale istnieją dwa wyjątki od tej zasady: seks z nieletnimi w wieku 14–15 lat jest dozwolony, jeśli partner jest mniej niż pięć lat starszy, oraz seks z nieletnimi w wieku 12–13 lat, jeśli partner jest mniej niż dwa lata starszy. W innych krajach postanowiono, że czynności seksualne z nieletnimi nie będą karane, jeżeli partnerzy są w podobnym wieku i poziomie rozwoju: na przykład, wiek przyzwolenia w Finlandii wynosi 16 lat, ale prawo stanowi, że czyn nie będzie karany, jeżeli „nie ma dużej różnicy w wieku lub dojrzałości psychicznej i fizycznej osób zaangażowanych”.

#### Różnice wieku przyzwolenia między osobami homoseksualnymi i heteroseksualnymi
W niektórych systemach prawnych, na przykład na Bahamach, w Chile, Paragwaju i Surinamie, obowiązuje wyższy wiek przyzwolenia w przypadku czynności seksualnych z osobą tej samej płci. Jednak coraz częściej takie rozbieżności są kwestionowane. Na przykład na Bermudach (od 1 listopada 2019 r.) wiek przyzwolenia na seks waginalny i oralny wynosi 16 lat, natomiast na seks analny 18 lat. Z kolei dla porównania, w Kanadzie, Wielkiej Brytanii i Australii Zachodniej wiek przyzwolenia wynosił początkowo 21 lat w przypadku aktywności seksualnej między mężczyznami (bez przepisów dotyczących aktywności seksualnej lesbijek), a 16 lat w przypadku aktywności seksualnej o charakterze heteroseksualnym; obecnie już tak nie jest, a wiek przyzwolenia na wszelką aktywność seksualną wynosi 16 lat.

## W Polsce
Wiek niższy niż wiek zgody zwany jest wiekiem ochronnym lub wiekiem bezwzględnej ochrony. Czynność seksualna z osobą w wieku ochronnym jest czynem zabronionym (wykorzystaniem seksualnym), a osoba dopuszczająca się jej i lub doprowadzająca do niej podlega odpowiedzialności karnej. Czynność ta może mieć formę obcowania płciowego lub innej czynności seksualnej. Zobacz też Prawo małżeńskie w Polsce.

### Kodeks karny
Ustalenie wieku ochronnego służy ochronie wolności seksualnej, czyli swobody dyspozycji płciowej (to znaczy braku wszelkich form przymuszania seksualnego). Przyjęto tu domniemanie, iż osoba małoletnia w wieku ochronnym „nie jest w stanie podjąć ważnej prawnie decyzji w przedmiocie zgody na podjęcie z nią określonych czynności seksualnych, nie rozpoznaje bowiem należycie wszelkich jej realiów i implikacji. Każdy, kto podejmuje te czynności z taką osobą, narusza tym samym jej wolność seksualną nie dlatego, że narusza jej wolę w tym względzie (małoletni może bowiem na czynności takie zezwalać, a nawet je inspirować), lecz dlatego, że ofiara takiego czynu nie jest w stanie wyrazić prawnie relewantnej decyzji”.
Obcowanie płciowe i inne czynności seksualne z osobą poniżej 15. roku życia stanowią przestępstwo z art. 200 Kodeksu karnego. Nadużycie stosunku zależności lub wykorzystanie krytycznego położenia, a także nadużycie zaufania lub udzielenie korzyści majątkowej lub osobistej albo jej obietnicy, w celu doprowadzenia małoletniego (czyli osoby, która nie ukończyła 18 lat i nie zawarła małżeństwa) do obcowania płciowego lub poddania się innej czynności seksualnej albo wykonania jej karane jest pozbawieniem wolności od 3 miesięcy do lat 5. Na zasadach określonych w Kodeksie karnym odpowiadają osoby, które popełniły czyn po ukończeniu 17 lat. Odpowiedzialność nieletnich określa Ustawa o wspieraniu i resocjalizacji nieletnich.